# Casa Dyckman
La casa Dyckman, ahora el Dyckman Farmhouse Museum, es la casa de campo más antigua que queda en la isla de Manhattan, un vestigio del pasado rural de Nueva York. La casa de campo de estilo colonial holandés fue construida por William Dyckman, c.1785, y originalmente formaba parte de más de 100 hectáreas de tierras agrícolas propiedad de la familia. Ahora está ubicado en un pequeño parque en la esquina de Broadway y 204th Street en Inwood, Manhattan. 

## Historia y descripción
Dyckman era nieto de Jan Dyckman, quien llegó al área desde Westfalia en 1661. William Dyckman, quien heredó la propiedad familiar, construyó la casa actual para reemplazar la casa familiar ubicada en el río Harlem cerca de la actual calle 210, que había construido en 1748 y que fue destruida en la Guerra de Independencia. 

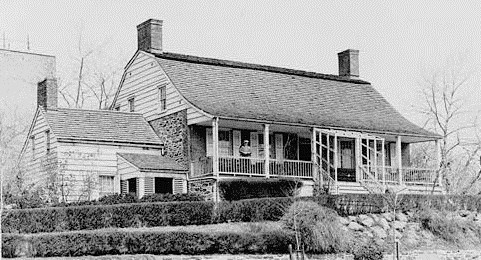
Foto de la Historic American Buildings Survey de 1934

La casa actual de dos pisos está construida con piedra de campo, ladrillo y tablillas blancas, y cuenta con un techo abuhardillado y aleros de resorte. Los pórticos son típicos del estilo colonial holandés, pero se agregaron en 1825. El interior de la casa tiene salones y una cocina de invierno interior en el sótano, que sirve como calefacción para el primer piso. Las habitaciones tienen suelos de madera de castaño de distintos anchos. El ahumadero al aire libre de la casa, la cocina de verano, en un pequeño edificio al sur, puede ser anterior a la casa misma. La parte trasera de la casa tiene unos setos cortos que se asemejan a un laberinto.
La casa permaneció en la familia durante varias generaciones hasta que la vendieron en 1868, después de lo cual sirvió como propiedad de alquiler durante varias décadas. A principios del siglo XX, la casa estaba en mal estado y en peligro de ser demolida, y en 1915, la familia Dyckman la volvió a comprar.
Hacia 1915, dos hermanas de la familia Dyckman, Mary Alice Dyckman Dean (Bashford Dean) y Fannie Fredericka Dyckman Welch, comenzaron una restauración de la casa de campo bajo la supervisión del arquitecto Alexander M. Welch, esposo de Fannie. En 1916, transfirieron la propiedad de la casa a la ciudad de Nueva York, que la abrió como un museo de la vida holandesa y colonial, con el mobiliario original de la familia Dyckman.
La casa de campo –que no solo es la más antigua que queda en Manhattan, sino la única de estilo colonial holandés, y también la única casa de campo del siglo XVIII en el distrito– ha sido un lugar emblemático de Nueva York y un Monumento Histórico Nacional desde 1967.
En 2003, la casa se sometió a una importante restauración, después de lo cual se volvió a abrir al público en el otoño de 2005.

## En la cultura popular
- La casa Dyckman apareció en la guía de producción de A&E Network de Bob Vila sobre las casas históricas de América.[8]

## Galería

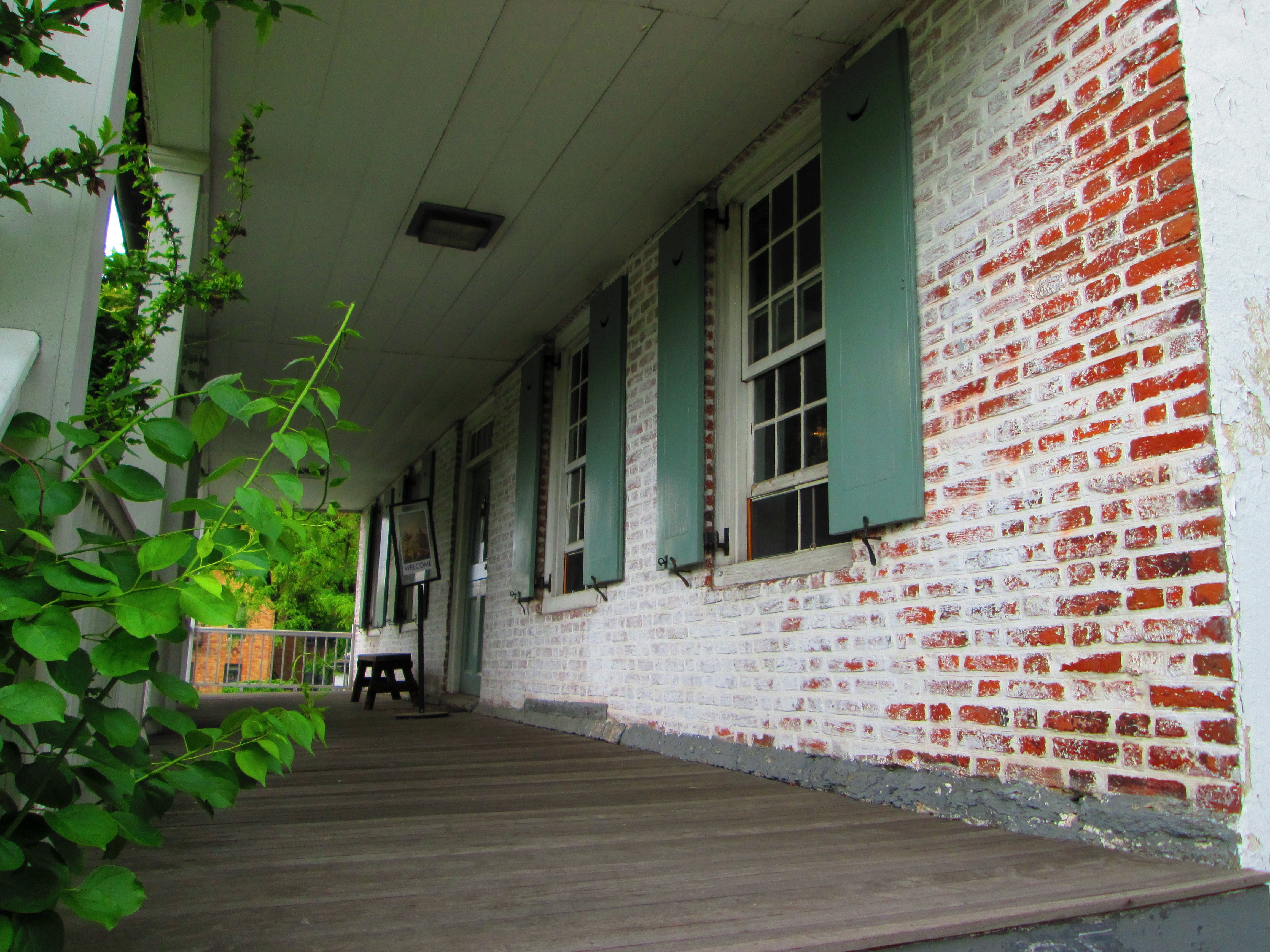
Porche delantero
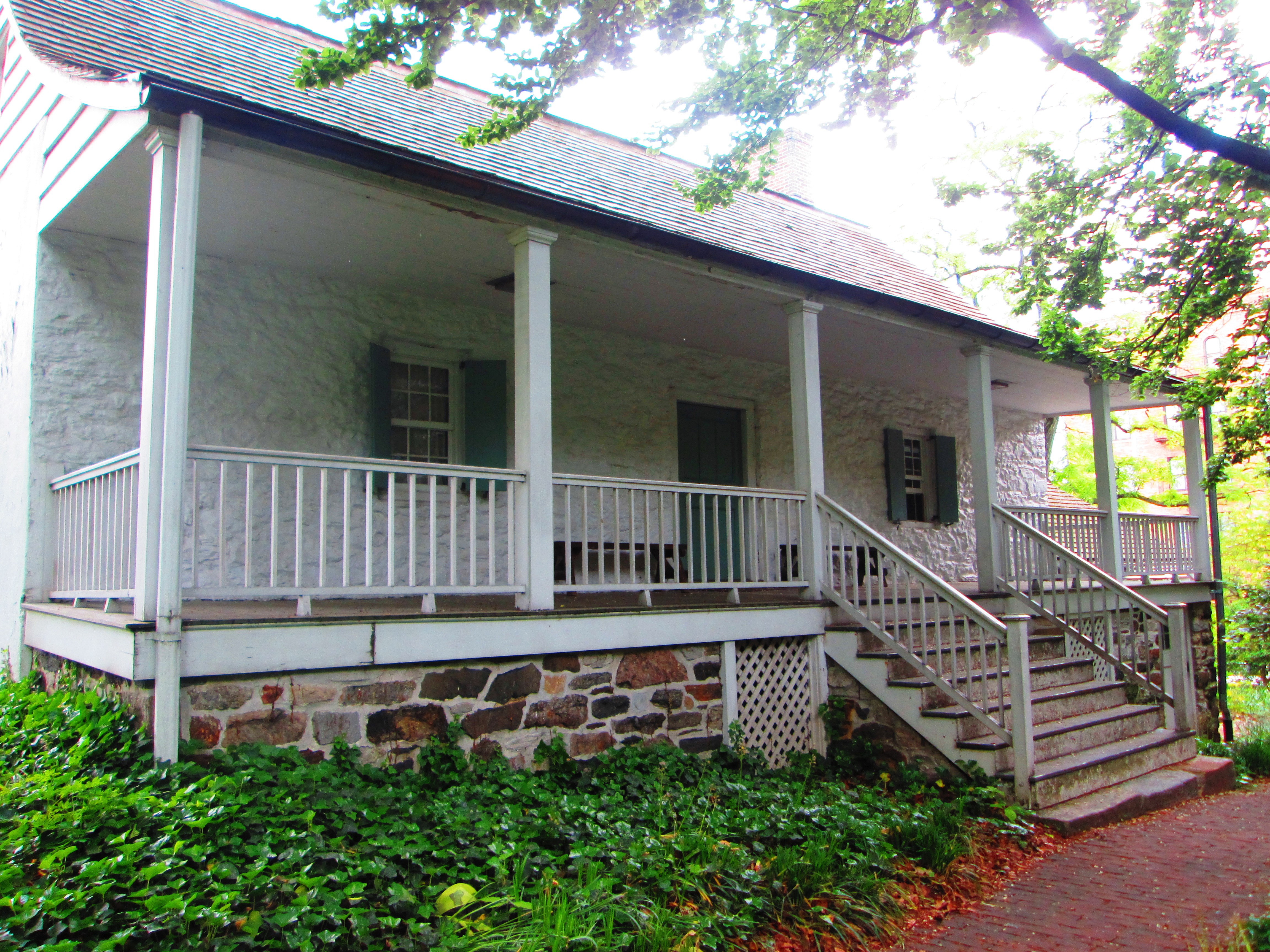
Porche trasero
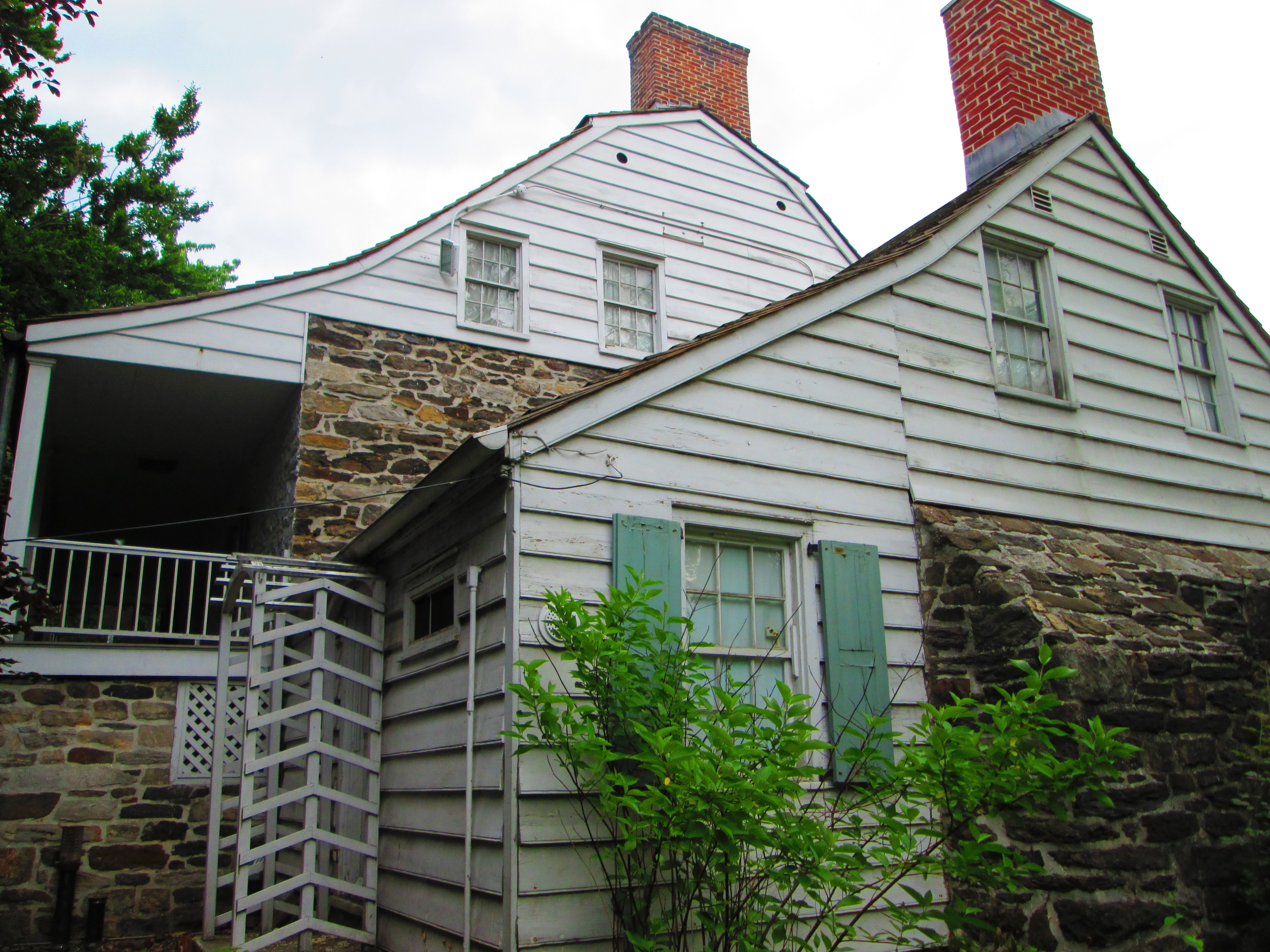
Extremo oeste de la casa, visto desde atrás